# Tổng cục Công nghiệp Quốc phòng (Việt Nam)
Tổng cục Công nghiệp Quốc phòng (TCCNQP), cũng được biết đến dưới tên thương mại tiếng Anh là Vietnam Defence Industry (VDI; n.đ. 'Công nghiệp Quốc phòng Việt Nam'), là cơ quan trực thuộc Bộ Quốc phòng Việt Nam thành lập vào ngày 15 tháng 9 năm 1945 có chức năng phát triển, tổ chức, quản lý các cơ sở CNQP nòng cốt, bao gồm các viện nghiên cứu thiết kế, công nghệ vũ khí, các nhà máy, tổng công ty, các liên hiệp xí nghiệp sản xuất, chế tạo vũ khí, trang bị và các phương tiện kỹ thuật quân sự, đảm bảo cho Quân đội nhân dân Việt Nam chiến đấu bảo vệ Tổ quốc.

## Lãnh đạo hiện nay
- Chủ nhiệm, Phó Bí thư Đảng ủy: Trung tướng Hồ Quang Tuấn
- Chính ủy, Bí thư Đảng ủyː Trung tướng Đinh Quốc Hùng [2]
- Phó Chủ nhiệm kiêm Tham mưu trưởngː Thiếu tướng Lương Thanh Chương
- Phó Chủ nhiệmː Thiếu tướng Phạm Thanh Khiết
- Phó Chủ nhiệmː Thiếu tướng Dương Văn Yên
- Phó Chủ nhiệmː Thiếu tướng Lê Quang Tuyến
- Phó Chủ nhiệm: Thiếu tướng Phan Thị Hoài Vân
- Phó Chính ủyː Thiếu tướng Nguyễn Việt Hùng
- Phó Chính ủyː Thiếu tướng Nguyễn Đức Tăng

## Tổ chức Đảng bộ Tổng cục
Từ năm 2006 thực hiện chế độ Chính ủy, Chính trị viên trong Quân đội. Tổ chức Đảng bộ trong Tổng cục CNQP theo phân cấp như sau:
- Đảng bộ Tổng cục Công nghiệp Quốc phòng là cao nhất.
- Đảng bộ Bộ Tham mưu, Cục Chính trị, Cục Hậu cần, Cục Quản lý công nghệ, các Viện nghiên cứu, Tổng Công ty (tương đương cấp Sư đoàn)
- Đảng bộ các đơn vị cơ sở trực thuộc các Cục, Tổng công ty (tương đương cấp Lữ đoàn và Trung đoàn)
- Chi bộ các cơ quan đơn vị trực thuộc các đơn vị cơ sở (tương đương cấp Đại đội)

## Tổ chức chính quyền
| TT | Đơn vị                                                          | Ngày thành lập                | Tương đương | Địa chỉ | Ghi chú |
| -- | --------------------------------------------------------------- | ----------------------------- | ----------- | --- | ------- |
| 1  | Bộ Tham mưu                                                     |                               | Quân đoàn   | 28 Điện Biên Phủ, Ba Đình, Hà Nội |         |
| 2  | Cục Chính trị                                                   |                               | Quân đoàn   | 28 Điện Biên Phủ, Ba Đình, Hà Nội |         |
| 3  | Cục Quản lý công nghệ                                           |                               | Quân đoàn   | 28 Điện Biên Phủ, Ba Đình, Hà Nội |         |
| 4  | Cục Hậu cần                                                     |                               | Sư đoàn     | 28 Điện Biên Phủ, Ba Đình, Hà Nội |         |
| 5  | Ủy ban Kiểm tra Đảng                                            | 10.9.1974 (50 năm, 331 ngày)  | Sư đoàn     | 28 Điện Biên Phủ, Ba Đình, Hà Nội |         |
| 6  | Thanh tra Tổng cục                                              | 7.11.1976 (48 năm, 273 ngày)  | Sư đoàn     | 28 Điện Biên Phủ, Ba Đình, Hà Nội |         |
| 7  | Phòng Tài chính                                                 | 10.9.1974 (50 năm, 331 ngày)  | Sư đoàn     | 28 Điện Biên Phủ, Ba Đình, Hà Nội |         |
| 8  | Phòng Điều tra Hình sự                                          | 8.11.1989 (35 năm, 272 ngày)  | Lữ đoàn     | 28 Điện Biên Phủ, Ba Đình, Hà Nội |         |
| 9  | Tạp chí Công nghiệp quốc phòng và kinh tế                       | 8.6.1993 (32 năm, 60 ngày)    | Sư đoàn     | 28 Điện Biên Phủ, Ba Đình, Hà Nội |         |
| 10 | Ban Quản lý Dự án I                                             | 5.6.2000 (25 năm, 63 ngày)    | Sư đoàn     | 28 Điện Biên Phủ, Ba Đình, Hà Nội |         |
| 11 | Ban Quản lý Dự án 9                                             |                               | Sư đoàn     | 2, Tôn Đức Thắng, Phường Bến Nghé, Quận 1, Thành phố Hồ Chí Minh                                                                     |         |
| 12 | Viện Thiết kế tàu quân sự                                       | 30.3.2009 (16 năm, 130 ngày)  | Sư đoàn     | Xã Dương Xã, huyện Gia Lâm, Hà Nội                                                                                                   |         |
| 13 | Viện Vũ khí                                                     | 4.2.1947 (78 năm, 184 ngày)   | Sư đoàn     | 51, Phú Diễn, P. Phú Diễn, Q. Bắc Từ Liêm, Tp. Hà Nội                                                                                |         |
| 14 | Viện Thuốc phóng - Thuốc nổ                                     | 20.10.1974 (50 năm, 291 ngày) | Sư đoàn     | 192 Đức Giang, Thượng Thanh, Long Biên, Hà Nội                                                                                       |         |
| 15 | Viện Công nghệ                                                  | 21.8.1973 (51 năm, 351 ngày)  | Sư đoàn     | |         |
| 16 | Trường Cao đẳng Công nghiệp Quốc phòng                          | 24.3.1952 (73 năm, 136 ngày)  | Sư đoàn     | Cơ sở 1: Phường Thanh Vinh, Thị xã Phú Thọ, tỉnh Phú Thọ. Cơ sở 2: Số 68, Tổ 30, Phường Ngọc Thụy, Quận Long Biên, Thành phố Hà Nội. |         |
| 17 | Tổng công ty Ba Son                                             | 4.8.1925 (100 năm, 3 ngày)    | Sư đoàn     | Đường số 3, TT. Phú Mỹ, Tân Thành, Bà Rịa - Vũng Tàu                                                                                 |         |
| 18 | Tổng công ty Sông Thu                                           | 10.10.1976 (48 năm, 301 ngày) | Sư đoàn     | 96 Yết Kiêu, Thọ Quang, Sơn Trà, Đà Nẵng                                                                                             |         |
| 19 | Tổng Công ty Kinh tế Kỹ thuật Công nghiệp Quốc phòng (Việt Nam) | 27.6.1962 (63 năm, 41 ngày)   | Sư đoàn     | |         |
| 20 | Công ty Đóng tàu Hồng Hà (Nhà máy Z173)                         | 30.10.1965 (59 năm, 281 ngày) | Sư đoàn     | Lê Thiện, An Dương, Hải Phòng |         |
| 21 | Công ty Đóng tàu 189 (Nhà máy Z189)                             | 17.1.1989 (36 năm, 202 ngày)  | Sư đoàn     | KCN Đình Vũ, Đông Hải 2, Hải An, Hải Phòng                                                                                           |         |
| 22 | Công ty Cơ khí chính xác 11 (Nhà máy Z111)                      | 19.3.1957 (68 năm, 141 ngày)  | Sư đoàn     | Xã Hoằng Trung, huyện Hoằng Hoá, Thanh Hoá                                                                                           |         |
| 23 | Công ty Cơ khí Hóa chất 13 (Nhà máy Z113)                       | 1.3.1957 (68 năm, 159 ngày)   | Sư đoàn     | Thị trấn Tân Bình - Huyện Yên Sơn - Tỉnh Tuyên Quang                                                                                 |         |
| 24 | Công ty Cơ khí Hóa chất 14 (Nhà máy Z114)                       | 14.12.1994 (30 năm, 236 ngày) | Sư đoàn     | Tổ 1, KP 7, Phường Long Bình, Thành phố Biên Hoà, Đồng Nai.                                                                          |         |
| 25 | Công ty Cơ điện Hóa chất 15 (Nhà máy Z115)                      | 16.6.1965 (60 năm, 52 ngày)   | Sư đoàn     | Xóm Thái Sơn 2, Xã Quyết Thắng, Thành phố Thái Nguyên, Thái Nguyên                                                                   |         |
| 26 | Công ty TNHH một thành viên cơ khí 17 (Nhà máy Z117)            | 19.5.1956 (69 năm, 80 ngày)   | Sư đoàn     | Xã Đông Xuân, huyện Sóc Sơn, Hà Nội                                                                                                  |         |
| 27 | Công ty TNHH Một thành viên Hóa chất 21 (Nhà máy Z121)          | 7.9.1966 (58 năm, 334 ngày)   | Sư đoàn     | Xã Phú Hộ, Thị xã Phú Thọ, Phú Thọ                                                                                                   |         |
| 28 | Công ty Cơ khí Chính xác 25 (Nhà máy Z125)                      | 7.9.1966 (58 năm, 334 ngày)   | Sư đoàn     | Xã Phú Minh, huyện Sóc Sơn, Hà Nội                                                                                                   |         |
| 29 | Công ty Cơ khí Chính xác 27 (Nhà máy Z127)                      | 6.5.1966 (59 năm, 93 ngày)    | Sư đoàn     | Đường Dương Tự Minh, tổ 14, Phường Quán Triều, Thành phố Thái Nguyên, Thái Nguyên                                                    |         |
| 30 | Công ty Cơ khí Chính xác 29 (Nhà máy Z129)                      | 15.1.1971 (54 năm, 204 ngày)  | Sư đoàn     | Thôn Phú Bình, Xã Đội Bình, huyện Yên Sơn, Tuyên Quang                                                                               |         |
| 31 | Công ty Cơ điện và Vật liệu nổ 31 (Nhà máy Z131)                | 15.6.1965 (60 năm, 53 ngày)   | Sư đoàn     | Thành phố Phổ Yên,tỉnh Thái Nguyên                                                                                                   |         |
| 32 | Công ty TNHH Một thành viên 43 (Nhà máy Z143)                   |                               | Sư đoàn     | Xã Thụy An-Huyện Ba Vì-Hà Nội |         |
| 33 | Công ty Cao su 75 (Nhà máy Z175)                                |                               | Sư đoàn     | Xã Xuân Sơn, Tx. Sơn Tây, Tp. Hà Nội                                                                                                 |         |
| 34 | Công ty 76 (Nhà máy Z176)                                       |                               | Sư đoàn     | ĐT179, Kiêu Kỵ, Gia Lâm, Hà Nội |         |
| 35 | Công ty Điện tử Sao Mai (Nhà máy Z181)                          |                               | Sư đoàn     | 27 Hoàng Sâm, Nghĩa Đô, Cầu Giấy, Hà Nội                                                                                             |         |
| 36 | Công ty TNHH MTV Cơ khí 83 (Nhà máy Z183)                       |                               | Sư đoàn     | Xã Minh Quán, huyện Trấn Yên, tỉnh Yên Bái                                                                                           |         |
| 37 | Công ty Hóa chất 95 (Nhà máy Z195)                              | 23.3.1989 (36 năm, 137 ngày)  | Sư đoàn     | Xã Hợp Châu, huyện Tam Đảo, tỉnh Vĩnh Phúc                                                                                           |         |
| 38 | Công ty Quang điện-Điện tử 99 (Nhà máy Z199)                    | 9.10.1999 (25 năm, 302 ngày)  | Sư đoàn     | 49 Đường Phú Diễn, Cầu Diễn, Từ Liêm, Hà Nội                                                                                         |         |
| 39 | Công ty CP đầu tư và xây lắp Tây Hồ                             |                               | Sư đoàn     | 2 Hoàng Quốc Việt, Cổ Nhuế, Cầu Giấy, Hà Nội                                                                                         |         |
| 40 | Kho K602                                                        | 26.3.1965 (60 năm, 134 ngày)  | Lữ đoàn     | Xã Tân Hương, Thành phố Phổ Yên, Thái Nguyên                                                                                         |         |
| 41 | Kho K752                                                        | 28.7.1975 (50 năm, 10 ngày)   | Lữ đoàn     | Phường Long Bình, Thành phố Biên Hoà, Đồng Nai                                                                                       |         |

## Thành tích
Huân chương Hồ Chí Minh (2010)

## Lịch sử hình thành
- Ngày 15 tháng 9 năm 1945, Chủ tịch Hồ Chí Minh ký sắc lệnh thành lập Phòng Quân giới do ông Nguyễn Ngọc Xuân làm trưởng phòng, trực thuộc Bộ Quốc phòng Việt Nam. Nhiệm vụ thu thập, mua sắm và tổ chức cơ sở sản xuất vũ khí trang bị cho quân đội. Tổ chức gồm các bộ phận: Sưu tầm, mua sắm, phân phối vũ khí; lập các bản vẽ kỹ thuật vũ khí; văn phòng.
- Thực hiện sắc lệnh số 34/SL của Chủ tịch Hồ Chí Minh, phòng Quân giới tổ chức thành Cục Chế tạo Quân giới, trực thuộc Bộ Tổng tư lệnh Quân đội quốc gia Việt Nam. Phụ trách chung là ông Vũ Anh (Chế tạo Cục trưởng theo Sắc lệnh 35/SL ngày 25/3/1946[28]). Đồng thời ở các khu chuẩn bị thành lập các ty, khoa hoặc phòng quân giới để trực tiếp chỉ đạo các xưởng sửa chữa sản xuất vũ khí cho các đơn vị trong khu.
- Ngày 4 tháng 2 năm 1947, Chế tạo Quân giới cục đổi tên thành Cục Quân giới do kỹ sư vũ khí nổi tiếng, sau này là Thiếu tướng Trần Đại Nghĩa làm Cục trưởng. Cơ quan cục kiện toàn thành 3 nha và một phòng.

1. Nha Nghiên cứu kỹ thuật (có một xưởng sản xuất mẫu) do ông Trần Đại Nghĩa cục trương kiêm giám đốc, ông Hoàng Văn Tiệm phó giám đốc. Nhiệm vụ: nghiên cứu, thiết kế, chế thử các loại vũ khí mới theo yêu cầu chiến đấu. Nghiên cứu nâng cao chất lượng, hiệu quả các vũ khí sản xuất, nghiên cứu các vật liệu thay thế.
2. Nha Giám đốc binh công xưởng do ông Nguyễn Duy Thái làm giám đốc. Nhiệm vụ: Chỉ đạo kế hoạch và kỹ thuật sản xuất của các binh công xưởng, các ty quân giới
3. Nha Mậu dịch do ông Nguyễn Ngọc Xuân phó cục trưởng kiêm giám đốc, ông Nguyễn Quang phó giám đốc. Nhiệm vụ tìm nguồn vật tư và tổ chức thu mua máy móc, nguyên vật liệu cần thiết cho sản xuất quân giới.
4. Phòng Văn thư do ông Vũ Văn Đôn phụ trách. Nhiệm vụ quản lý hành chính, kế toán tài vụ và vận tải.

- Ngày 11 tháng 7 năm 1950, Cục Quân giới trực thuộc Tổng cục Cung cấp, Bộ Tổng Tư lệnh quân đội quốc gia và dân quân Việt Nam.
- Ngày 4 tháng 11 năm 1958, Bộ trưởng Quốc phòng ra Nghị định số 262/NĐA sáp nhập hai Cục Quân giới và Cục Quân khí, tổ chức thành Cục Quân giới trực thuộc Tổng cục Hậu cần. Ông Nguyễn Văn Nam làm Cục trưởng.
- Ngày 29 tháng 1 năm 1966, Bộ Quốc phòng ra quyết định số 128/QĐQP tách Cục Quân giới thành 2 cục Quân khí và Quân giới.
- Ngày 10 tháng 9 năm 1974, Thực hiện Nghị quyết của Quân ủy Trung ương (số 39/QUTW ngày 5 tháng 4), Hội đồng Bộ trưởng ra Nghị định (số 221/CP) thành lập Tổng cục Kỹ thuật thuộc Bộ Quốc phòng. Ngành Quân giới được tổ chức thành các cục: Cục Quản lý kỹ thuật - sản xuất, Cục Quản lý xí nghiệp và các nhà máy, xí nghiệp chế tạo vũ khí - khí tài - đạn dược trực thuộc Tổng cục Kỹ thuật Bộ Quốc phòng.
- Ngày 5 tháng 4 năm 1976, Tổng cục Xây dựng Kinh tế được thành lập theo Nghị định 59/CP của Chính phủ. Cuối năm 1979 được thu hẹp dần và đến cuối những năm 1980 thì được giải thể.
- Ngày 7 tháng 11 năm 1985 Tổng cục Kinh tế được thành lập theo Nghị định số 260/HĐBT của Hội đồng Bộ trưởng (nay là Chính phủ).
- Ngày 3 tháng 3 năm 1989, Tổng cục Công nghiệp Quốc phòng được thành lập với tên gọi Tổng cục Công nghiệp Quốc phòng và Kinh tế trên cơ sở Tổng cục Kinh tế và một số cơ quan, đơn vị trực thuộc Tổng cục Kỹ thuật, Bộ Quốc phòng Việt Nam - cơ quan quản lý các nhà máy, xí nghiệp công nghiệp quốc phòng.
- Ngày 24 tháng 12 năm 1998, Thủ tướng Chính phủ ra Quyết định số 249/1998/QĐ-TTg thành lập và thay đổi một số tổ chức trực thuộc Bộ Quốc phòng. Trong đó có nội dung: "Tổng cục Công nghiệp Quốc phòng và Kinh tế thôi nhiệm vụ giúp Bộ trưởng Bộ Quốc phòng về kinh tế, động viên công nghiệp và đổi tên thành Tổng cục Công nghiệp quốc phòng".[29]
- Từ tháng 7 năm 2000, Tổng cục Công nghiệp Quốc phòng Việt Nam được tổ chức lại và mang tên gọi hiện nay khi Bộ Quốc phòng tách hai chức năng quản lý công nghiệp quốc phòng - giao cho Tổng cục và chức năng quản lý Quân đội làm kinh tế (quản lý các doanh nghiệp quân đội) giao cho Cục Kinh tế, Bộ Quốc phòng.
- Theo Pháp lệnh Công nghiệp quốc phòng đã được Ủy ban Thường vụ QH khóa XII thông qua ngày 26-1 thì Cơ sở công nghiệp quốc phòng bao gồm: Cơ sở nghiên cứu, sản xuất, sửa chữa lớn, cải tiến, hiện đại hoá vũ khí, trang bị kỹ thuật quân sự, vật tư kỹ thuật được Nhà nước đầu tư phục vụ quốc phòng, an ninh, làm nòng cốt xây dựng và phát triển công nghiệp quốc phòng (cơ sở công nghiệp quốc phòng nòng cốt) do Bộ Quốc phòng trực tiếp quản lý. Cơ sở sản xuất công nghiệp được Nhà nước đầu tư xây dựng năng lực sản xuất phục vụ quốc phòng theo quy định của pháp luật động viên công nghiệp (cơ sở công nghiệp động viên) do Bộ Công thương quản lý.
- Theo đề nghị của Bộ trưởng Bộ Quốc phòng Đại tướng Phùng Quang Thanh ngày 18/12/2007, tại phiên họp thứ 3, Ủy ban Thường vụ Quốc hội "...Sau năm 2012 công nghiệp quốc phòng cần hội nhập với công nghiệp quốc gia và do Chính phủ quản lý, Bộ Quốc phòng chỉ quản lý các cơ sở công nghiệp quốc phòng nòng cốt..."

## Chủ nhiệm Tổng cục qua các thời kỳ
| TT | Họ tên Năm sinh-năm mất     | Thời gian đảm nhiệm | Cấp bậc tại nhiệm                      | Chức vụ cuối cùng                                                                                       | Ghi chú |
| -- | --------------------------- | ------------------- | -------------------------------------- | --- | --- |
| 1  | Vũ Anh                      | 1945-1946           |                                        | | Trưởng phòng Quân giới Đầu tiên                                                                                 |
| 2  | Vũ Anh                      | 1946-1947           |                                        | | Cục trưởng Cục Chế tạo Quân giới                                                                                |
| 3  | Trần Đại Nghĩa (1913-1997)  | 1947-1954           | Thiếu tướng (1948)                     | Viện trưởng Viện Hàn lâm Khoa học và Công nghệ Việt Nam                                                 | Cục trưởng Cục Quân giới                                                                                        |
| 4  | Nguyễn Văn Nam (1914-2007)  | 1954-1960           | Thiếu tướng (1974)                     | Viện trưởng Viện Kiểm sát Quân sự Trung ương                                                            | Cục trưởng Cục Quân giới                                                                                        |
| 5  | Nguyễn Duy Thái (1914-1995) | 1960-1964           | Thiếu tướng (1985)                     | Phó Chủ nhiệm Tổng cục Kỹ thuật (1978-1989)                                                             | Cục trưởng Cục Quân giới                                                                                        |
| 6  | Phạm Như Vưu (1920-2019)    | 1964-1976           | Thiếu tướng (1983)                     | Phó Chủ nhiệm Tổng cục Kỹ thuật (1978-1989); Phó Chủ nhiệm Tổng cục Công nghiệp Quốc phòng (1985-1993). | Cục trưởng Cục Quân giới                                                                                        |
| 7  | Đồng Sĩ Nguyên (1923-2019)  | 1976-1977           | Trung tướng (1974)                     | Ủy viên Bộ Chính trị Ban chấp hành Trung ương Đảng Phó Chủ tịch Hội đồng Bộ trưởng                      | Chủ nhiệm Tổng cục Xây dựng Kinh tế                                                                             |
| 8  | Hoàng Thế Thiện (1922-1995) | 1977-1980           | Thiếu tướng (1974)                     | Thứ trưởng Bộ Quốc phòng (1977-1982)                                                                    | Chủ nhiệm kiêm Bí thư Đảng ủy Tổng cục Xây dựng Kinh tế (1977-1980) Anh hùng Lực lượng vũ trang nhân dân (2025) |
| 9  | Trần Sâm (1912-2009)        | 1982-1987           | Thượng tướng (1986)                    | Thứ trưởng Bộ Quốc phòng (1982-1986) kiêm Chủ nhiệm Tổng cục Kinh tế                                    | |
| 10 | Phan Khắc Hy (1927-)        | 1987-1989           | Thiếu tướng (1980)                     | Quyền Chủ nhiệm                                                                                         | |
| 11 | Phan Thu (1931-)            | 1989-1996           | Trung tướng (1990)                     | Thứ trưởng Bộ Quốc phòng (1993-1996)                                                                    | |
| 12 | Trần Đức Việt (1937-)       | 1997-2000           | Thiếu tướng (1998)                     | | |
| 13 | Phạm Tuân (1947-)           | 2000-2007           | Trung tướng (2000)                     | | Phi công, Nhà du hành Vũ trụ, Anh hùng Lực lượng Vũ trang Nhân dân                                              |
| 14 | Trương Quang Khánh (1953-)  | 2007-2011           | Trung tướng (2007) Thượng tướng (2011) | Thứ trưởng Bộ Quốc phòng (2009-2016)                                                                    | |
| 15 | Nguyễn Đức Lâm (1959-)      | 2011-2019           | Trung tướng (2011)                     | | |
| 16 | Trần Hồng Minh (1967-)      | 9.2019-9.2021       | Trung tướng (2018)                     | Bí thư Tỉnh uỷ Cao Bằng                                                                                 | |
| 17 | Hồ Quang Tuấn (1968-)       | 12.2021-            | Trung tướng (2021)                     | | |

## Chính ủy qua các thời kỳ
- 2004-2008, Nguyễn Đình Hậu, Trung tướng (2006)
- 2008-2014, Lê Thanh Bình, Thiếu tướng (2008), Trung tướng (2011) nguyên Phó Chính ủy Tổng cục Công nghiệp Quốc phòng[30]
- 2014-3.2019, Khuất Việt Dũng, Trung tướng (2014) nguyên Phó Chủ nhiệm Tổng cục Công nghiệp Quốc phòng (2008-2014)
- 3.2019-11.2024, Nguyễn Mạnh Hùng, Trung tướng (2018) nguyên Chính ủy Quân khu 3 (2016-2019)
- 12.2024-nay, Đinh Quốc Hùng, Thiếu tướng (2022)

## Tham mưu trưởng qua các thời kỳ
- -3.2015, Trần Gia Thịnh, Thiếu tướng (2011)[31]
- 4.2015-2021, Hồ Quang Tuấn, Thiếu tướng (2016)
- 12.2021-nay, Lương Thanh Chương, Thiếu tướng(2019)

## Phó Chủ nhiệm qua các thời kỳ
- 1976-1979, 1986-1987, 1989-1992, Phan Khắc Hy, Thiếu tướng (1980)
- 1976-1979, Đào Hữu Liêu, Thiếu tướng (1984)
- 1985-1993, Phạm Như Vưu, Thiếu tướng (1983)
- Nguyễn Ngọc Chương, Thiếu tướng, PSG,TS
- 1988-1995, Lê Văn Chiểu, Thiếu tướng (1984)
- 2000-2007, Lâm Văn Thàn, Thiếu tướng (2004)[32]
- 2008-2014, Khuất Việt Dũng, Trung tướng (2014), Chính ủy Tổng cục CNQP
- 2012-2017, Nguyễn Đức Hải, Thiếu tướng (2013)[33], nguyên Chủ tịch kiêm Tổng giám đốc Tổng công ty Ba Son
- 2009-2017, Đoàn Hùng Minh, Thiếu tướng (2011)[34]
- 2014-10.2018, Ngô Văn Giao, Thiếu tướng (2015), nguyên Viện trưởng Viện Thuốc phóng-Thuốc nổ[35]
- 2017-nay, Nguyễn Đắc Hải, Thiếu tướng (2019), nguyên Tổng Giám đốc, kiêm Chủ tịch HĐTV Tổng Công ty Kinh tế kỹ thuật CNQP[36]
- 4.2019-nay, Đào Xuân Nghiệp, Thiếu tướng, nguyên Cục trưởng Cục Quản lý công nghệ
- 4.2019-nay, Lương Thanh Chương, Thiếu tướng (12.2019), nguyên Chủ tịch, kiêm Giám đốc Công ty TNHH Một thành viên đóng tàu Hồng Hà (Nhà máy Z173)
- 07.2025 - Nay, Phan Thị Hoài Vân, Thiếu tướng (07.2025).

## Phó Chính ủy qua các thời kỳ
- 2007-2008, Lê Thanh Bình, Thiếu tướng, Trung tướng (2011), sau là Chính ủy Tổng cục CNQP[30]
- 2012-2015, Lê Khương Mẽ, Thiếu tướng (2012), nguyên Phó Cục trưởng Cục Tổ chức Tổng cục Chính trị[37]
- 2015-11.2019, Nguyễn Viết Xuân, Thiếu tướng (2013), nguyên Phó Cục trưởng Cục Chính trị, Quân chủng PK-KQ[38]
- 12.2019-nay, Nguyễn Việt Hùng, Đại tá, nguyên Phó Cục trưởng Cục Chính trị, Quân chủng PK-KQ.
- 12.2023 - Nay Nguyễn Đức Tăng, Thiếu tướng (2025), nguyên Phó chính ủy Quân Đoàn 1.

## Các sĩ quan cấp cao
- 2008-4.2019, Đào Xuân Nghiệp, Thiếu tướng, Cục trưởng Cục Quản lý công nghệ, TCCNQP.[39]
- Lâm Trọng Đông, Thiếu tướng (2015), Chủ nhiệm Chính trị Tổng cục.
- Hoàng Bằng, Thiếu tướng (2009), Trung tướng (2014), Cục Trưởng Cục Chính trị.